# Luis Vargas Peña
Luis Vargas Peña (ur. 1905, zm. 1994) – piłkarz paragwajski, napastnik (lewoskrzydłowy).
Luis Vargas Peña przez większość swej kariery był piłkarzem klubu Club Olimpia.
Wziął udział w turnieju Copa América 1926, gdzie Paragwaj zajął czwarte miejsce. Zagrał w dwóch ostatnich meczach – z Urugwajem i Chile (zdobył honorową bramkę).
Jako piłkarz Olimpii był w kadrze narodowej na pierwsze mistrzostwa świata w 1930 roku, gdzie Paragwaj odpadł w fazie grupowej. Zagrał w obu meczach – ze Stanami Zjednoczonymi i z Belgią.
Jest pierwszym piłkarzem Paragwaju, który zdobył bramkę na mistrzostwach świata – uczynił to 10 lipca w spotkaniu z Belgami. Także pierwszy kapitan Paragwaju w historii mistrzostw świata.
Vargas Peña jest jednym z najlepszych i najbardziej popularnych piłkarzy Paragwaju w okresie przed II wojną światową. Wybitny technik i wieloletni kapitan Olimpii Asunción. Po zakończeniu kariery piłkarskiej został trenerem.